# Philodendron silverstonei
Philodendron silverstonei är en kallaväxtart som beskrevs av Thomas Bernard Croat. Philodendron silverstonei ingår i släktet Philodendron och familjen kallaväxter. Inga underarter finns listade.